# Par-delà les nuages
Pour plus de détails, voir Fiche technique et Distribution.
Par-delà les nuages (Al di là delle nuvole) est une coproduction entre l'Italie, la France et l'Allemagne, réalisée par Michelangelo Antonioni et Wim Wenders (pour le prologue, les entractes et l'épilogue), sortie le 3 septembre 1995.

## Synopsis
Le scénario suit le livre d'Antonioni, publié en italien puis en français,
- (it) Quel bowling sul Tevere, Einaudi, 1983 (Rien que des mensonges, Lattès, 1985),

et narre quatre histoires d'amour à travers le regard d'un cinéaste qui, muni d'un appareil photo, marche dans les rues de Ferrare, Portofino, Paris puis Aix-en-Provence.

## Fiche technique
- Titre : Par-delà les nuages
- Titre original : Al di là delle nuvole

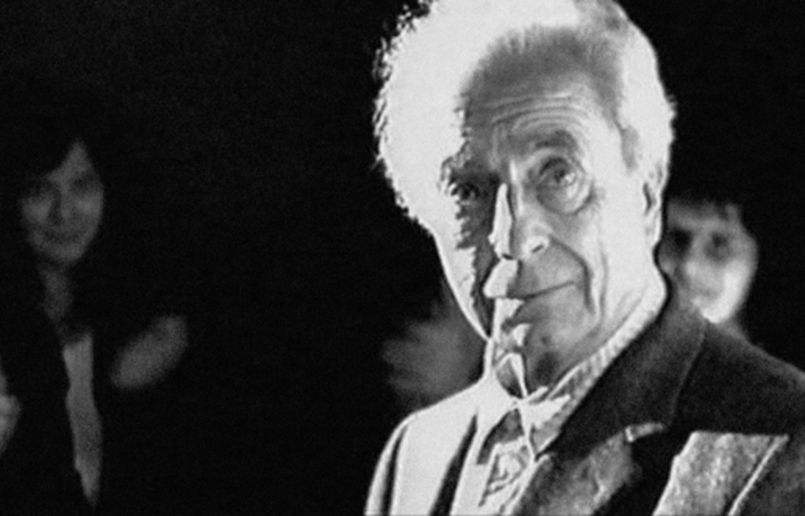
Michelangelo Antonioni lors de la première de Par-delà les nuages en 1995

- Réalisation : Michelangelo Antonioni et Wim Wenders
- Scénario : Michelangelo Antonioni, Tonino Guerra et Wim Wenders
- Production : Philippe Carcassonne, Stéphane Tchalgadjieff, Vittorio Cecchi Gori, Ulrich Felsberg, Brigitte Faure et Danièle Gégauff
- Coordinatrice de post-production : Sylvia Vargas-Gomez
- Musique : Bono, Adam Clayton, Van Morrison et Laurent Petitgand
- Photographie : Alfio Contini (segment Antonioni) et Robby Müller (segment Wenders)
- Montage : Michelangelo Antonioni et Claudio Di Mauro (segment Antonioni) / Peter Przygodda et Lucian Segura (segment Wenders)
- Décors : Thierry Flamand
- Costumes : Esther Walz
- Pays de production :  Italie,  France,  Allemagne
- Langues de tournage : italien, français, anglais
- Format : couleurs - 1,85:1 - Dolby - 35 mm
- Genre : drame, romance
- Durée : 112 minutes
- Dates de sortie : 27 octobre 1995 (Italie), 9 novembre 1995 (Allemagne), 24 janvier 1996 (France)

## Distribution
- John Malkovich : le directeur
- Sophie Marceau : la fille
- Fanny Ardant : Patricia
- Irène Jacob : la fille
- Vincent Pérez : Niccolo
- Jean Reno : Carlo
- Chiara Caselli : la maîtresse
- Kim Rossi Stuart : Silvano
- Inés Sastre : Carmen
- Peter Weller : le mari
- Marcello Mastroianni : l'homme de tous les vices
- Jeanne Moreau : une amie
- Enrica Antonioni : la gérante de la boutique
- Sara Ricci

## Autour du film
- Le tournage s'est déroulé à Ferrare, Portofino (Italie), Paris et Aix-en-Provence (France).
- Les morceaux Your Blue Room et Beach Sequence ont été composés par U2 (projet "Original Soundtracks 1" par The Passengers).

## Distinctions
- Prix FIPRESCI, lors de la Mostra de Venise 1995.
- Prix David di Donatello de la meilleure photographie en 1996.
- Prix de la meilleure musique, lors du Syndicat national italien des journalistes de cinéma 1996.